# Franco-japonês
Um franco-japonês  (em japonês 在日フランス人 zainichi furansu jin ou フランス系日本人 furansu kei nihonjin) é um cidadão japonês com ascendência francesa ou ainda um indivíduo nascido na França radicado no Japão. Este último grupo é constituído basicamente por profissionais expatriados franceses e suas famílias.

## Visão geral
A comunidade francesa no Japão tem aumentado progressivamente, uma vez que a mesma subiu 35% na última década. Os franceses expatriados no Japão trabalham em diferentes companhias industriais estrangeiras estabelecidas no país, como de produtos químicos e em cristalerias. Ao mesmo tempo, o número de turistas franceses quase dobrou para 150.000 turistas por ano.
Há quatro escolas bilíngues, 60 associações culturais e mais de 700 empresas francesas estabelecidas no Japão.

## Franceses estabelecidos no Japão
- Janick Magne, professora e tradutora de francês e japonês.
- Giry Vincent, gaikokujin tarento (celebridade estrangeira no Japão).
- Patrice Julien, ensaísta e chef
- Frédéric Viennot, músico
- Florent Dabadie, jornalista
- Françoise Moréchand, gaikokujin tarento (celebridade estrangeira no Japão).
- Philippe Troussier, futebolista e treinador
- Michaël Ferrier, tradutor de francês e japonês.

## Fonte
- «Wikipedia em japonês»